# Káto Ágios Ioánnis
Káto Ágios Ioánnis är en ort i Grekland.   Den ligger i prefekturen Nomós Pierías och regionen Mellersta Makedonien, i den norra delen av landet, 280 km norr om huvudstaden Aten. Káto Ágios Ioánnis ligger 64 meter över havet och antalet invånare är 678.
Terrängen runt Káto Ágios Ioánnis är platt åt sydost, men åt nordväst är den kuperad.  Närmaste större samhälle är Kateríni, 6,6 km söder om Káto Ágios Ioánnis. Trakten runt Káto Ágios Ioánnis består till största delen av jordbruksmark.